# Oedemera femoralis
Oedemera femoralis ist ein Käfer aus der Familie der Scheinbockkäfer (Oedemeridae). Der gelbbraune Käfer besitzt an verschiedenen Stellen dunkle Flecken. Er ist ungewöhnlich langgestreckt. Er wird dreizehn bis achtzehn Millimeter lang und ist in seinem gesamten Verbreitungsgebiet sehr selten.

## Bemerkung zum Namen
Die Art wird in dem Standardwerk Freude-Harde-Lohse Die Käfer Mitteleuropas unter dem Namen Oncomera femorata (Fabricius, 1792) geführt. Die Gattung Oncomera wird jedoch in der Fauna Europaea als Untergattung von Oedemera eingestuft. Bei dem in Freude-Harde-Lohse (und hier) beschriebenen Käfer handelt es sich um die Unterart femoralis femoralis.
Die Art Oedemera femorata (Scopoli, 1793) ist eine von Oedemera femoralis verschiedene Art.

## Beschreibung des Käfers

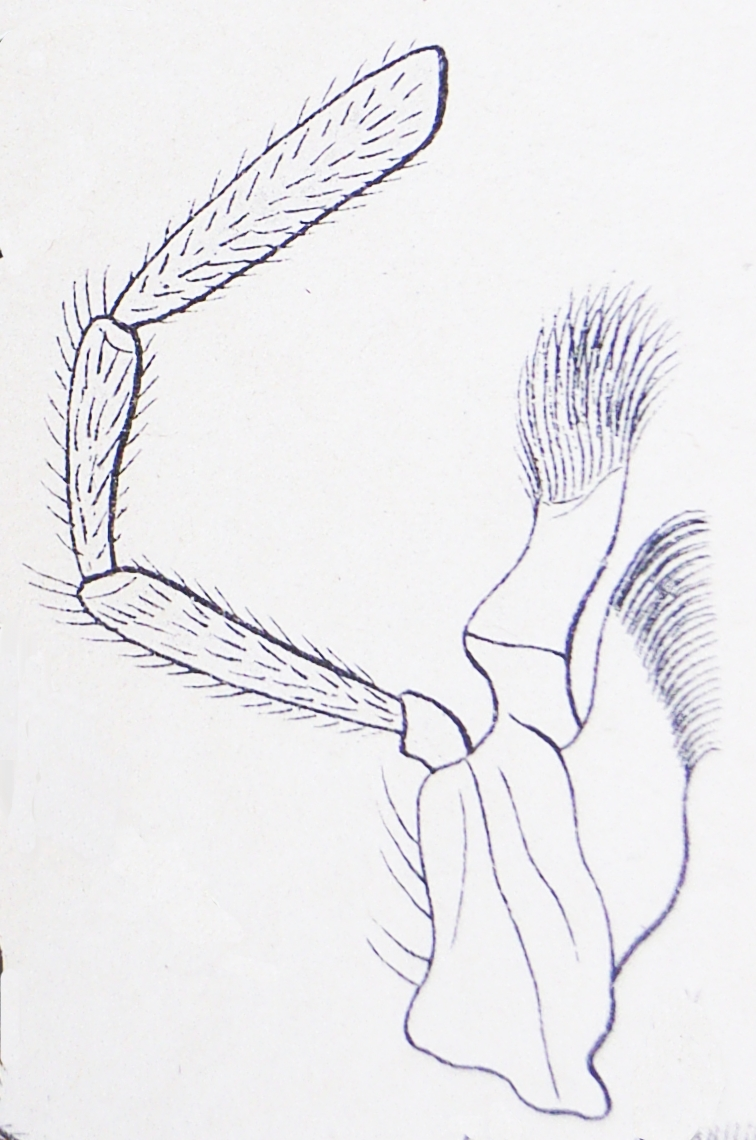
Kiefertaster von Oedemera femoralis

Die Käfer werden 13–18 mm lang. Wie bei allen Scheinbockkäfern sind die Vorderhüfthöhlen hinten offen, bei Oedemera sind die Vorder- und Mittelhüften zapfenförmig und berühren sich jeweils. Die Vorderschienen besitzen zwei Enddornen. Beim Männchen sind die Hinterschenkel dick und die Hinterschenkel und Hinterschienen nach innen gebogen. Die Hintertarsen sind viergliedrig, alle anderen fünfgliedrig (Tarsenformel 5-5-4). Bei allen Tarsen ist das Glied vor dem Klauenglied nach beiden Seiten lappenartig verbreitert und oben ausgerandet. In der Mitte der Hinterschenkel und am Ende der Vorderschenkel ist je ein dunkler Fleck.
Der Halsschild ist seitlich gerundet und ungerandet, seine Seiten sind einfach niedergebogen. Er ist schmal und nach hinten etwas verengt. An der Basis ist es gerandet, der Rand ist aufgebogen. Er ist spärlicher und gröber punktiert als der Kopf. An den Seiten ist es dunkler braun bis schwarz.
Der Kopf ist hinter den Schläfen nicht plötzlich eingeschnürt, nach vorn gestreckt, die Oberkiefer sind von oben gut sichtbar. Der Kopf ist fein punktiert und trägt einen dunklen Fleck auf der Stirn. Die Augen sitzen seitlich am Kopf. Sie sind groß und vorstehend, vorn bei der Einlenkung der Fühler leicht ausgerandet. Die Stirn ist zwischen den Augen ebenso breit wie zwischen den Einlenkungen der Fühler. Die Fühler sind elfgliedrig, fadenförmig und länger als die halbe Körperlänge. Die Kiefertaster sind viergliedrig, das erste Glied allerdings sehr klein. Das Endglied ist zylindrisch, nach außen kaum verdickt und schräg abgestutzt (Bild).
Die langen, weichen Flügeldecken sind grob punktiert und haben abgerundete Schultern, die deutlich über die Basis des Halsschildes hinausragen. Sie besitzen drei kielartig erhöhte Adern. Die erste (innere) Ader läuft nicht gerade nach hinten, sondern ist unregelmäßig gegabelt. Dies unterscheidet die Art von der ähnlichen Nacerdes carniolica. Am Ende sind die Flügeldecken einzeln abgerundet und klaffen an der Naht leicht auseinander.

### Synonyme
- Oncomera femorata (Fabricius, 1792)[3]

### Unterarten
- Oedemera femoralis femoralis Olivier, 1803[4]
- Oedemera femoralis purpureocoerulea Ganglbauer, 1882[5]

## Vorkommen
Die Käfer leben an Waldrändern und im Gebüsch. Man kann sie nachts an stark duftendem Gesträuch finden. Sie sind sehr selten.